# UFC 169
UFC 169: Barão vs. Faber II foi um evento de artes marciais mistas promovido pelo Ultimate Fighting Championship, ocorrido em 1 de fevereiro de 2014 Prudential Center em Newark, New Jersey.

## Background
A luta principal evento seria a luta pelo Cinturão Meio Pesado do UFC entre o campeão, Jon Jones e o desafiante ao título, o brasileiro Glover Teixeira, porém, poucos dias depois de anunciar a luta, Dana White anunciou que a luta deveria acontecer mais tarde e que anuncia-la antes foi um erro do próprio UFC.  A luta principal do evento então foi mudada para o combate pelo Cinturão Peso Pena do UFC, entre o campeão José Aldo e o desafiante Ricardo Lamas . Também foi anunciado que o co-evento principal seria o muito aguardado retorno do Campeão Peso Galo do UFC Dominick Cruz, contra o campeão interino Renan Barão. Em 5 de Novembro de 2013, Dana White declarou que o evento principal seria a luta entre Cruz e Barão, ao invés da luta entre Aldo e Lamas.  Porém, em 6 de Janeiro, Cruz se lesionou, e Barão agora enfrentará Urijah Faber em uma revanche da luta do UFC 149.
A luta entre Frank Mir e Alistair Overeem, prevista para acontecer no UFC 167, foi transferida para este card.
Bobby Green era esperado para lutar contra Abel Trujillo no evento, porém um lesão o forçou a se retirar do card, sendo substituído pelo veterano do WEC, Jamie Varner.
Kyoji Huriguchi era esperado para enfrentar Chris Cariaso no evento, porém, uma lesão tirou Horiguchi do evento e ele foi substituído por Danny Martinez.

## Card Oficial
Nota 1 Pelo Cinturão Peso-Galo do UFC.

Nota 2 Pelo Cinturão Peso-Pena do UFC.

### Bônus da Noite
- Luta da Noite (Fight of the Night):  Abel Trujillo vs.  Jamie Varner
- Nocaute da Noite (Knockout of the Night):  Abel Trujillo
- Finalização da Noite (Submission of the Night): Não houve lutas terminadas em finalização no evento.